# Cape Girardeau megye
Cape Girardeau megye az Amerikai Egyesült Államokban, azon belül Missouri államban található. Megyeszékhelye Jakson, legnagyobb városa Cape Girardeau. Lakosainak száma 81 710 fő (2020. április 1.).

## Szomszédos megyék
- Perry megye (északnyugat)
- Union megye (északkelet)
- Alexander megye (kelet)
- Scott megye (délkelet)
- Stoddard megye (dél)
- Bollinger megye (nyugat)

## Népesség
A megye népességének változása:
| Lakosok száma | 75 857 | 76 572 | 76 932 | 77 320 | 78 572 | 81 710 |
|               | 2010   | 2011   | 2012   | 2013   | 2015   | 2020   |